# Gran Premio de Malasia de Motociclismo de 2007
El Gran Premio de Malasia de Motociclismo de 2007 fue la decimoséptima prueba del Campeonato del Mundo de Motociclismo de 2007. Tuvo lugar en el fin de semana del 19 al 21 de octubre de 2007 en el Circuito Internacional de Sepang, situado en Sepang, Selangor, Malasia. La carrera de MotoGP fue ganada por Casey Stoner, seguido de Marco Melandri y Dani Pedrosa. Hiroshi Aoyama ganó la prueba de 250cc, por delante de Héctor Barberá y Jorge Lorenzo. La carrera de 125cc fue ganada por Gábor Talmácsi, Tomoyoshi Koyama fue segundo y Héctor Faubel tercero.

## Resultados

### Resultados MotoGP
| Pos.            | N.º | Piloto           | Constructor | Vueltas | Tiempo    | Parrilla | Pts. |
| --------------- | --- | ---------------- | ----------- | ------- | --------- | -------- | ---- |
| 1               | 27  | Casey Stoner     | Ducati      | 21      | 43:04.405 | 2        | 25   |
| 2               | 33  | Marco Melandri   | Honda       | 21      | +1.701    | 3        | 20   |
| 3               | 26  | Dani Pedrosa     | Honda       | 21      | +2.326    | 1        | 16   |
| 4               | 14  | Randy de Puniet  | Kawasaki    | 21      | +3.765    | 4        | 13   |
| 5               | 46  | Valentino Rossi  | Yamaha      | 21      | +4.773    | 9        | 11   |
| 6               | 24  | Toni Elías       | Honda       | 21      | +17.667   | 8        | 10   |
| 7               | 71  | Chris Vermeulen  | Suzuki      | 21      | +20.950   | 7        | 9    |
| 8               | 21  | John Hopkins     | Suzuki      | 21      | +22.198   | 10       | 8    |
| 9               | 1   | Nicky Hayden     | Honda       | 21      | +22.450   | 6        | 7    |
| 10              | 5   | Colin Edwards    | Yamaha      | 21      | +29.746   | 13       | 6    |
| 11              | 65  | Loris Capirossi  | Ducati      | 21      | +34.923   | 11       | 5    |
| 12              | 4   | Alex Barros      | Ducati      | 21      | +35.667   | 12       | 4    |
| 13              | 9   | Nobuatsu Aoki    | Suzuki      | 21      | +44.113   | 19       | 3    |
| 14              | 7   | Carlos Checa     | Honda       | 21      | +44.486   | 16       | 2    |
| 15              | 13  | Anthony West     | Kawasaki    | 21      | +49.658   | 5        | 1    |
| 16              | 56  | Shinya Nakano    | Honda       | 21      | +51.726   | 14       |      |
| 17              | 57  | Chaz Davies      | Ducati      | 21      | +58.905   | 17       |      |
| 18              | 6   | Makoto Tamada    | Yamaha      | 21      | +59.596   | 18       |      |
| 19              | 50  | Sylvain Guintoli | Yamaha      | 21      | +1:23.119 | 15       |      |
| 20              | 80  | Kurtis Roberts   | KR212V      | 21      | +1:50.960 | 20       |      |
| Reporte Oficial |     |                  |             |         |           |          |      |

### Resultados 250cc
| Pos.            | N.º | Piloto              | Constructor | Vueltas | Tiempo    | Parrilla | Pts. |
| --------------- | --- | ------------------- | ----------- | ------- | --------- | -------- | ---- |
| 1               | 4   | Hiroshi Aoyama      | KTM         | 20      | 43:09.316 | 1        | 25   |
| 2               | 80  | Héctor Barberá      | Aprilia     | 20      | +2.251    | 7        | 20   |
| 3               | 1   | Jorge Lorenzo       | Aprilia     | 20      | +2.957    | 3        | 16   |
| 4               | 36  | Mika Kallio         | KTM         | 20      | +2.965    | 2        | 13   |
| 5               | 12  | Thomas Lüthi        | Aprilia     | 20      | +7.305    | 6        | 11   |
| 6               | 60  | Julián Simón        | Honda       | 20      | +8.747    | 8        | 10   |
| 7               | 15  | Roberto Locatelli   | Gilera      | 20      | +16.105   | 10       | 9    |
| 8               | 58  | Marco Simoncelli    | Gilera      | 20      | +26.101   | 11       | 8    |
| 9               | 55  | Yuki Takahashi      | Honda       | 20      | +28.032   | 12       | 7    |
| 10              | 41  | Aleix Espargaró     | Aprilia     | 20      | +34.754   | 14       | 6    |
| 11              | 34  | Andrea Dovizioso    | Honda       | 20      | +35.888   | 4        | 5    |
| 12              | 17  | Karel Abraham       | Aprilia     | 20      | +42.514   | 13       | 4    |
| 13              | 73  | Shuhei Aoyama       | Honda       | 20      | +48.020   | 16       | 3    |
| 14              | 25  | Alex Baldolini      | Aprilia     | 20      | +48.058   | 17       | 2    |
| 15              | 28  | Dirk Heidolf        | Aprilia     | 20      | +49.190   | 19       | 1    |
| 16              | 8   | Ratthapark Wilairot | Honda       | 20      | +49.273   | 15       |      |
| 17              | 50  | Eugene Laverty      | Honda       | 20      | +53.468   | 20       |      |
| 18              | 11  | Taro Sekiguchi      | Aprilia     | 20      | +1:02.665 | 25       |      |
| 19              | 16  | Jules Cluzel        | Aprilia     | 20      | +1:15.625 | 18       |      |
| 20              | 32  | Fabrizio Lai        | Aprilia     | 20      | +1:17.024 | 21       |      |
| 21              | 10  | Imre Tóth           | Aprilia     | 20      | +1:32.646 | 24       |      |
| Ret             | 21  | Federico Sandi      | Aprilia     | 17      | Ret       | 23       |      |
| Ret             | 35  | Doni Tata Pradita   | Yamaha      | 16      | Ret       | 26       |      |
| Ret             | 3   | Alex de Angelis     | Aprilia     | 10      | Caída     | 9        |      |
| Ret             | 7   | Efrén Vázquez       | Aprilia     | 9       | Ret       | 22       |      |
| Ret             | 19  | Álvaro Bautista     | Aprilia     | 6       | Ret       | 5        |      |
| Reporte Oficial |     |                     |             |         |           |          |      |

### Resultados 125cc
| Pos.            | N.º | Piloto                | Constructor | Vueltas | Tiempo    | Parrilla | Pts. |
| --------------- | --- | --------------------- | ----------- | ------- | --------- | -------- | ---- |
| 1               | 14  | Gábor Talmácsi        | Aprilia     | 19      | 42:50.831 | 2        | 25   |
| 2               | 71  | Tomoyoshi Koyama      | KTM         | 19      | +6.753    | 6        | 20   |
| 3               | 55  | Héctor Faubel         | Aprilia     | 19      | +7.793    | 1        | 16   |
| 4               | 6   | Joan Olivé            | Aprilia     | 19      | +8.180    | 8        | 13   |
| 5               | 33  | Sergio Gadea          | Aprilia     | 19      | +8.947    | 11       | 11   |
| 6               | 52  | Lukáš Pešek           | Derbi       | 19      | +9.935    | 7        | 10   |
| 7               | 24  | Simone Corsi          | Aprilia     | 19      | +10.132   | 5        | 9    |
| 8               | 75  | Mattia Pasini         | Aprilia     | 19      | +10.335   | 10       | 8    |
| 9               | 38  | Bradley Smith         | Honda       | 19      | +23.426   | 15       | 7    |
| 10              | 7   | Alexis Masbou         | Honda       | 19      | +24.808   | 12       | 6    |
| 11              | 18  | Nicolás Terol         | Derbi       | 19      | +24.909   | 13       | 5    |
| 12              | 22  | Pablo Nieto           | Aprilia     | 19      | +26.194   | 9        | 4    |
| 13              | 17  | Stefan Bradl          | Aprilia     | 19      | +29.490   | 19       | 3    |
| 14              | 63  | Mike Di Meglio        | Honda       | 19      | +29.775   | 18       | 2    |
| 15              | 12  | Esteve Rabat          | Honda       | 19      | +31.011   | 17       | 1    |
| 16              | 27  | Stefano Bianco        | Aprilia     | 19      | +35.455   | 24       |      |
| 17              | 34  | Randy Krummenacher    | KTM         | 19      | +35.829   | 23       |      |
| 18              | 29  | Andrea Iannone        | Aprilia     | 19      | +54.666   | 21       |      |
| 19              | 8   | Lorenzo Zanetti       | Aprilia     | 19      | +56.956   | 26       |      |
| 20              | 53  | Simone Grotzkyj       | Aprilia     | 19      | +57.356   | 30       |      |
| 21              | 20  | Roberto Tamburini     | Aprilia     | 19      | +1:05.426 | 20       |      |
| 22              | 99  | Danny Webb            | Honda       | 19      | +1:08.541 | 25       |      |
| 23              | 95  | Robert Mureșan        | Derbi       | 19      | +1:08.549 | 31       |      |
| 24              | 37  | Joey Litjens          | Honda       | 19      | +1:19.477 | 27       |      |
| 25              | 36  | Cyril Carrillo        | Honda       | 19      | +1:22.382 | 29       |      |
| 26              | 51  | Stevie Bonsey         | KTM         | 19      | +1:30.374 | 28       |      |
| 27              | 79  | Ferruccio Lamborghini | Aprilia     | 19      | +1:33.736 | 33       |      |
| 28              | 35  | Raffaele De Rosa      | Aprilia     | 19      | +1:41.013 | 14       |      |
| NC              | 13  | Dino Lombardi         | Honda       | 19      | +2:16.481 | 32       |      |
| Ret             | 11  | Sandro Cortese        | Aprilia     | 18      | Ret       | 3        |      |
| Ret             | 44  | Pol Espargaró         | Aprilia     | 15      | Caída     | 4        |      |
| Ret             | 77  | Dominique Aegerter    | Aprilia     | 5       | Ret       | 22       |      |
| Ret             | 60  | Michael Ranseder      | Derbi       | 0       | Caída     | 16       |      |
| Reporte Oficial |     |                       |             |         |           |          |      |